# Ian Callum

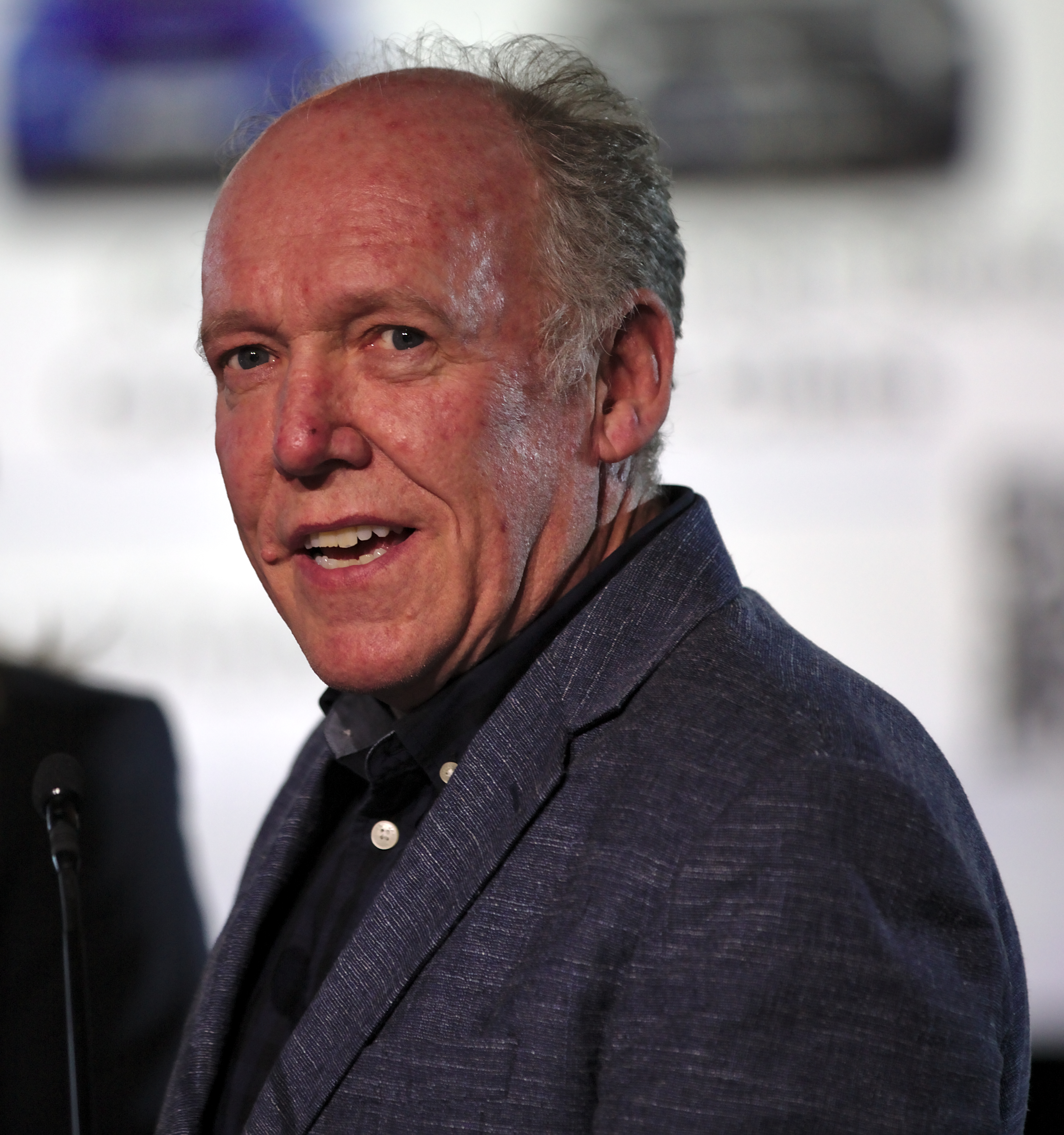
Ian Callum während der Verleihung des European Car of the Year award 2019

Ian Callum (* 30. Juli 1954 in Dumfries, Schottland, Vereinigtes Königreich) ist ein Schottischer Automobildesigner. Nach seiner Beschäftigung bei Ford, TWR und Aston Martin war er von 1999 bis 2019 Chefdesigner bei Jaguar. Heute ist er als selbstständiger Designberater tätig.

## Ausbildung
Nach seiner Zeit an der Lanchester Polytechnic`s School of Transportation Design in Coventry (heute Coventry University) und dem Aberdeen Art College machte er an der Glasgow School of Art seinen Abschluss in Industrial Design. Anschließend studierte er am Royal College of Art in London und schloss sein Studium mit einem Master in Fahrzeugdesign ab.

## Karriere

### Ford (1979–1990)
Von 1979 bis 1990 war Callum bei Ford beschäftigt und gestaltete dort verschiedene kleinere Fahrzeugelemente, hauptsächlich Lenkräder. Neben seiner Arbeit an den Großserienmodellen Fiesta und Mondeo beteiligte er sich auch an den imagefördernden Modellen RS200 und Escort RS Cosworth. Nach seiner Ernennung zum Design Manager verantwortete er das Ghia Design Studio in Turin, Italien, und arbeitete mit an den Showcar-Konzepten Via sowie Zig und Zag.

### TWR (1990–1999)
Nach elf Jahren verließ Callum Ford, um mit Peter Stevens und Tom Walkinshaw zusammen TWR Design zu gründen. Dort wurde er 1991 Chefdesigner und Geschäftsführer. In dieser Zeit entwarf er den Aston Martin DB7, für den er bis heute am bekanntesten ist. Darüber hinaus entspringen Callums Feder die Entwürfe des Aston Martin Vanquish, des V12 betriebenen DB7 Vantage sowie der Studie Aston Martin Project Vantage. Zusätzlich übernahm er die Verantwortung für zahlreiche Design-Projekte anderer Kunden von TWR wie den mit  Volvo entwickelten ersten C70, für Mazda und für HSV.
Für seine Arbeit am DB7 erhielt Callum 1995 den Jim Clark Memorial Award. Dieser wird jährlich durch die Association of Scottish Motoring Writers an einen verdienten Schotten aus dem Motorsportbereich verliehen. 1998 entwarf Callum den Nissan R390 GT1.

### Jaguar (1999–2019)

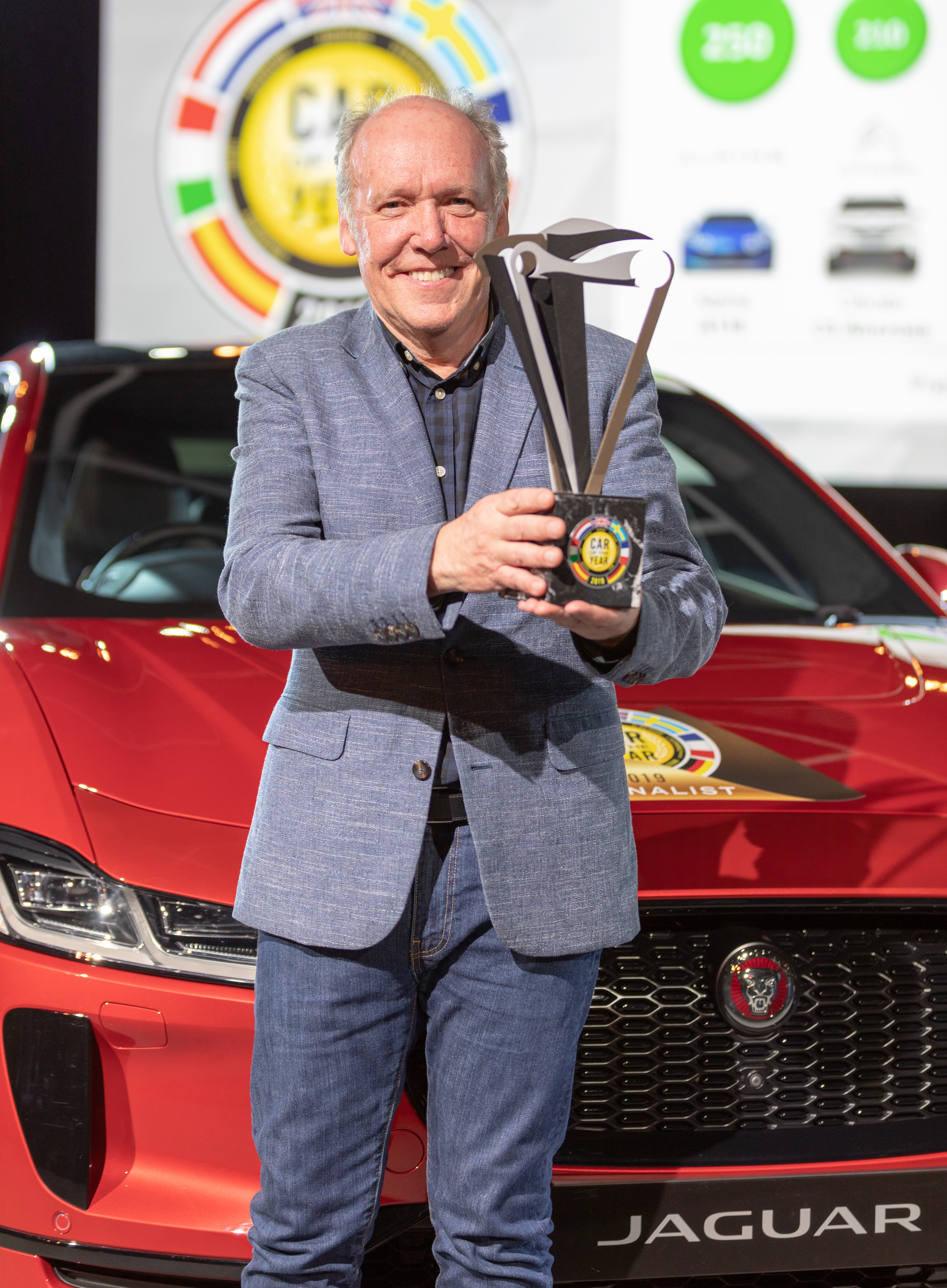
Designer Ian Callum mit der Auto-des-Jahres-Trophäe

1999 trat Callum die Nachfolge von Geoff Lawson als Chefdesigner bei Jaguar an, nachdem der Automobilhersteller 1990 ein Tochterunternehmen der Ford Motor Company wurde. Für kurze Zeit leitete er sowohl von Jaguar als auch von Aston Martin die Design-Bereiche. Seinen Einfluss bei Jaguar ließen zunächst die Konzeptfahrzeuge R-Coupe aus dem Jahr 2001 und der R-D6 von 2003 erkennen. Das erste Serienfahrzeug, das unter der Ägide von Callum entstand, war 2004 das Facelift des Jaguar S-Type, gefolgt vom X-Type Estate im selben Jahr, bei dem der Brite für das Design der Heckklappe verantwortlich zeichnete.
Mit der Zeit wandte sich Callum vom Retro-Design seines Vorgängers ab und schlug für die nächste Generation von Jaguar-Modellen mit einem neuen Design eine dynamischere und modernere Richtung ein. Vorreitermodell dieser neuen Generation war der erste vollständig von ihm gestaltete Jaguar in Serie: der Jaguar XK. Das im Jahr 2006 eingeführte Modell hat eine Ähnlichkeit mit Aston Martins DB9, was Callum auf aktuelle Sicherheitsrichtlinien zurückführte. Das dynamische Design setzte sich 2008 fort im Jaguar XF, den Callum als „nächsten entscheidenden Schritt“ in der Designentwicklung von Jaguar bezeichnete, gefolgt vom XJ im Jahr 2010.
Unter seiner Federführung entstand auch das Konzept C-X75, das zwar nicht in Serie ging, aber 2015 im Film „James Bond 007: Spectre“ zum Einsatz kommt. Weitere Designs Callums sind das Konzept C-X16 von 2012 und der daraus entstandenen Serien-Sportwagen Jaguar F-Type von 2013. Mit der Mittelklasselimousine Jaguar XE ging im Sommer 2015 ein weiteres Modell aus der Feder Callums in den Handel. 2015 feierte der ebenfalls von Callum entworfene neue Jaguar XF MY 2016 seine Weltpremiere in London. 2019 konnte Callum die Trophäe des Auto des Jahres für seinen Entwurf Jaguar I-Pace in Empfang nehmen.
Im Juni 2019 verließ Callum Jaguar um sich selbstständig zu machen.

## Seine Entwürfe

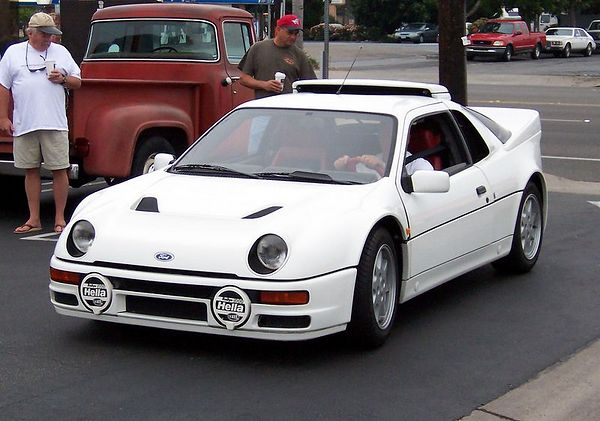
Ford RS200 (1984)
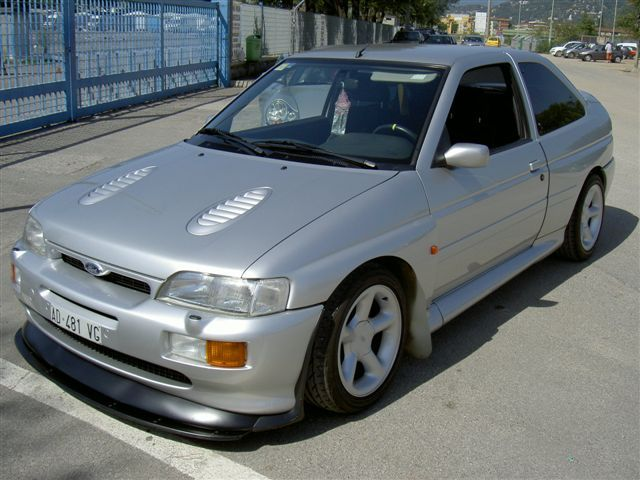
Ford Escort Cosworth (1989)
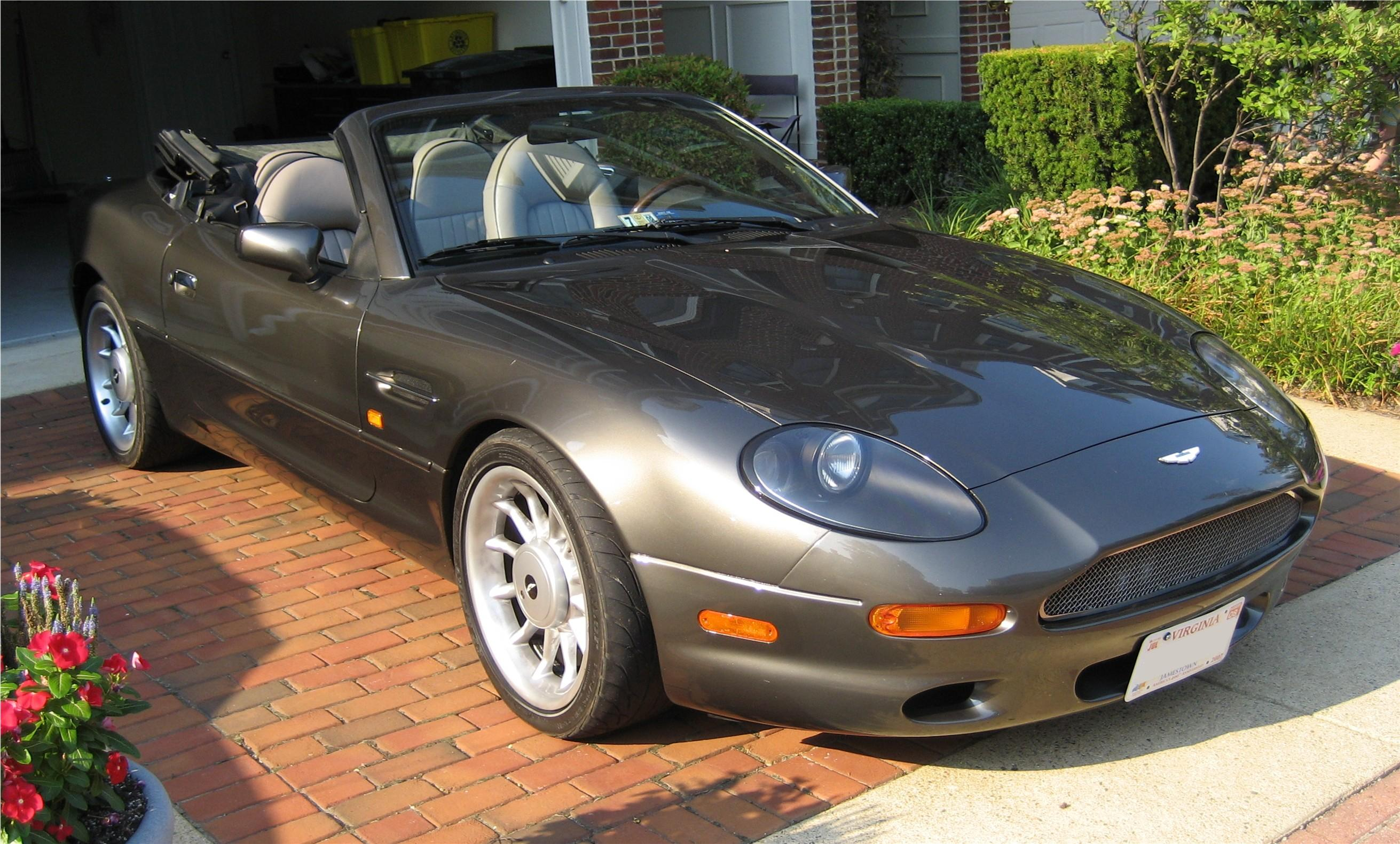
Aston Martin DB7 (1993)
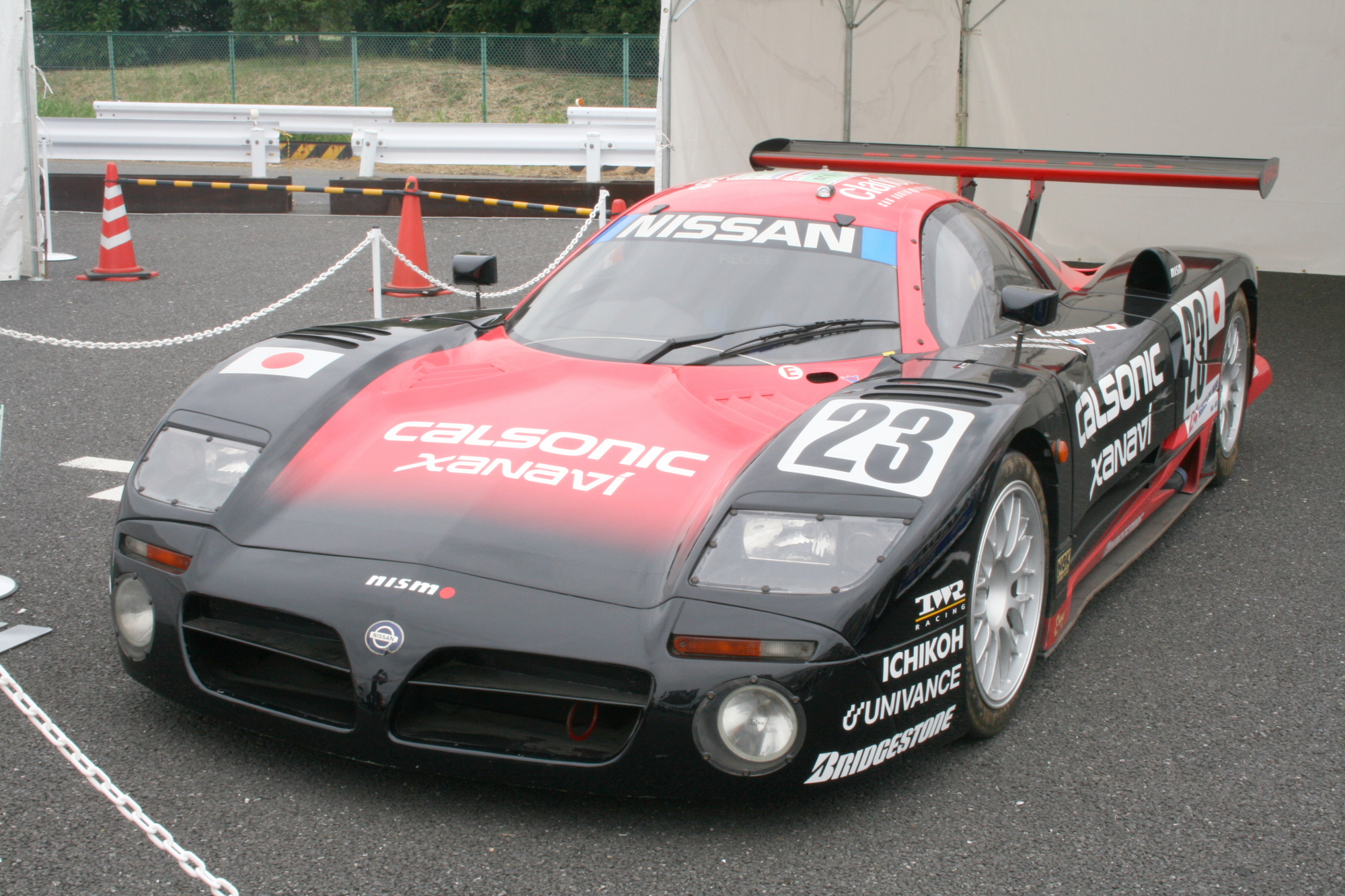
Nissan R390 (1997)
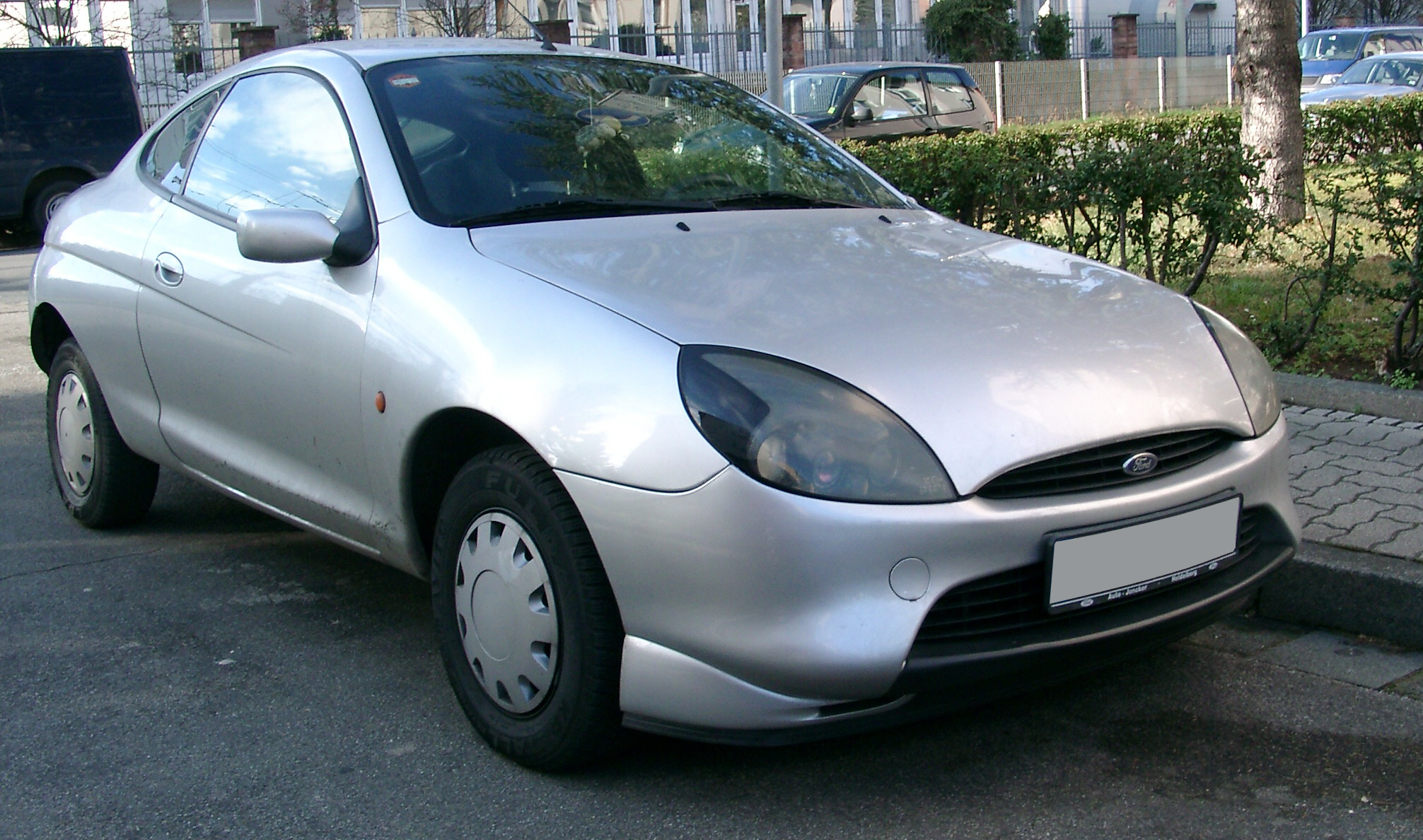
Ford Puma (1997)
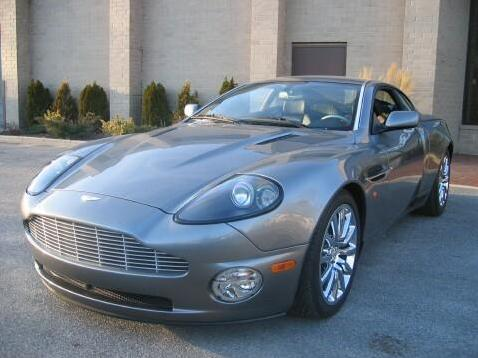
Aston Martin Vanquish (2001)
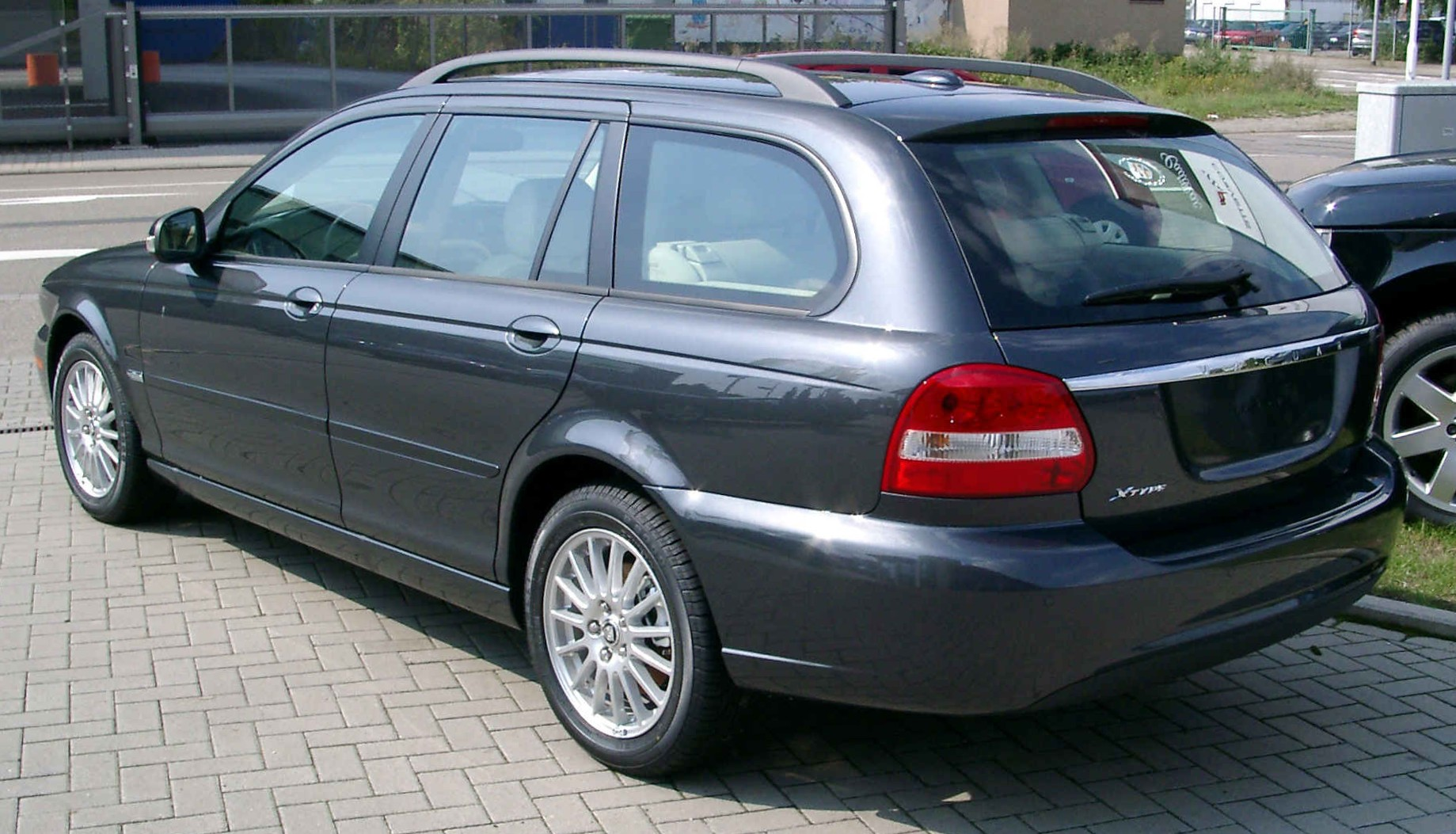
Jaguar X-Type Estate (2004)
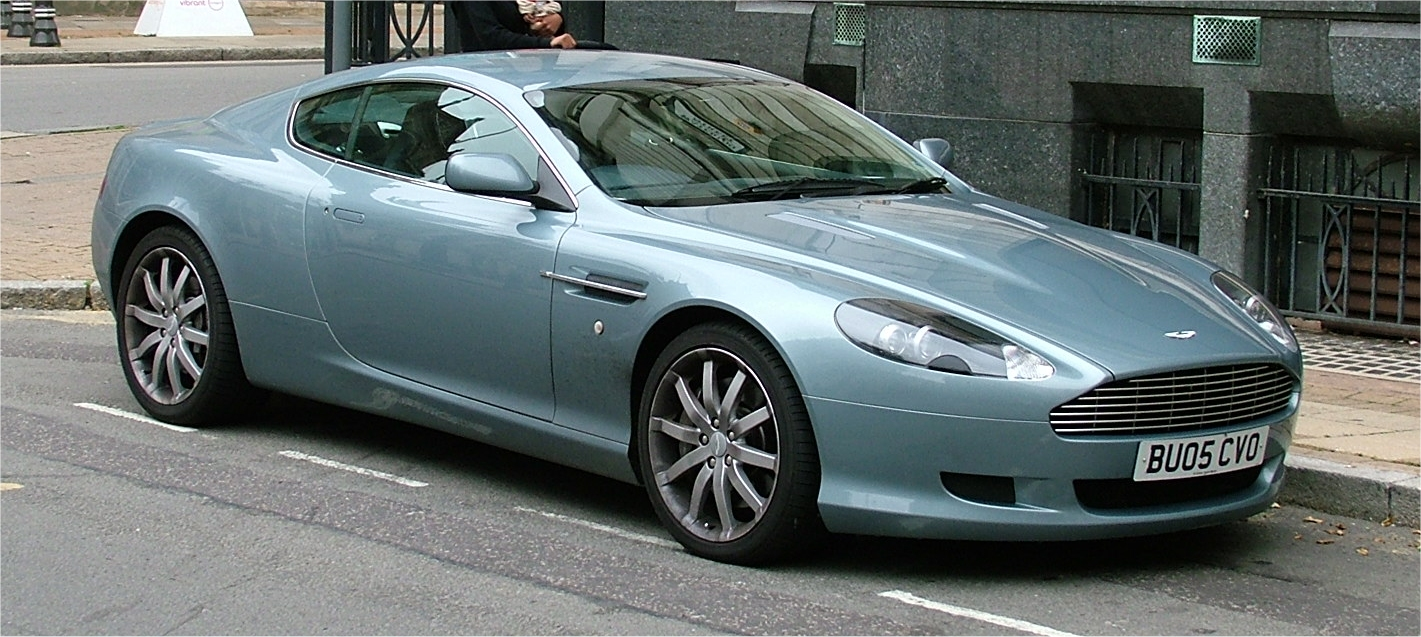
Aston Martin DB9 (2004)
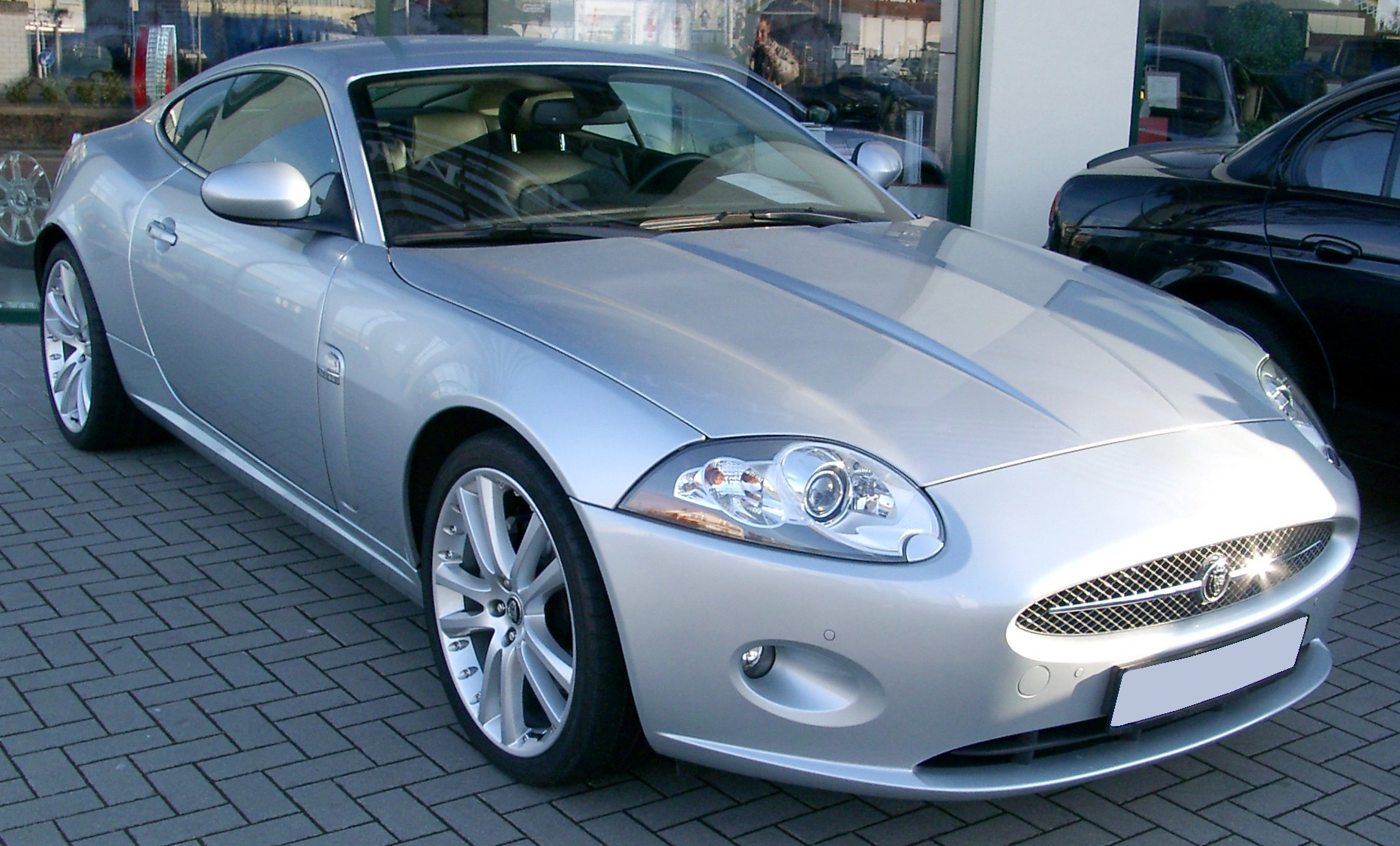
Jaguar XK (2005)
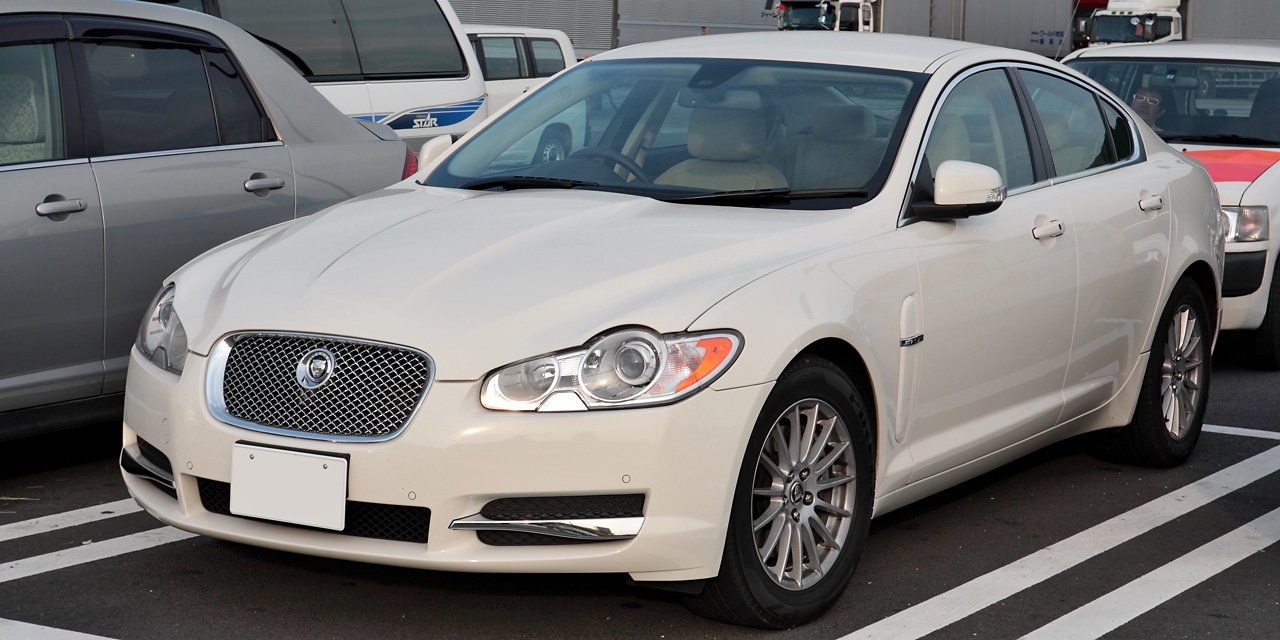
Jaguar XF (2008)
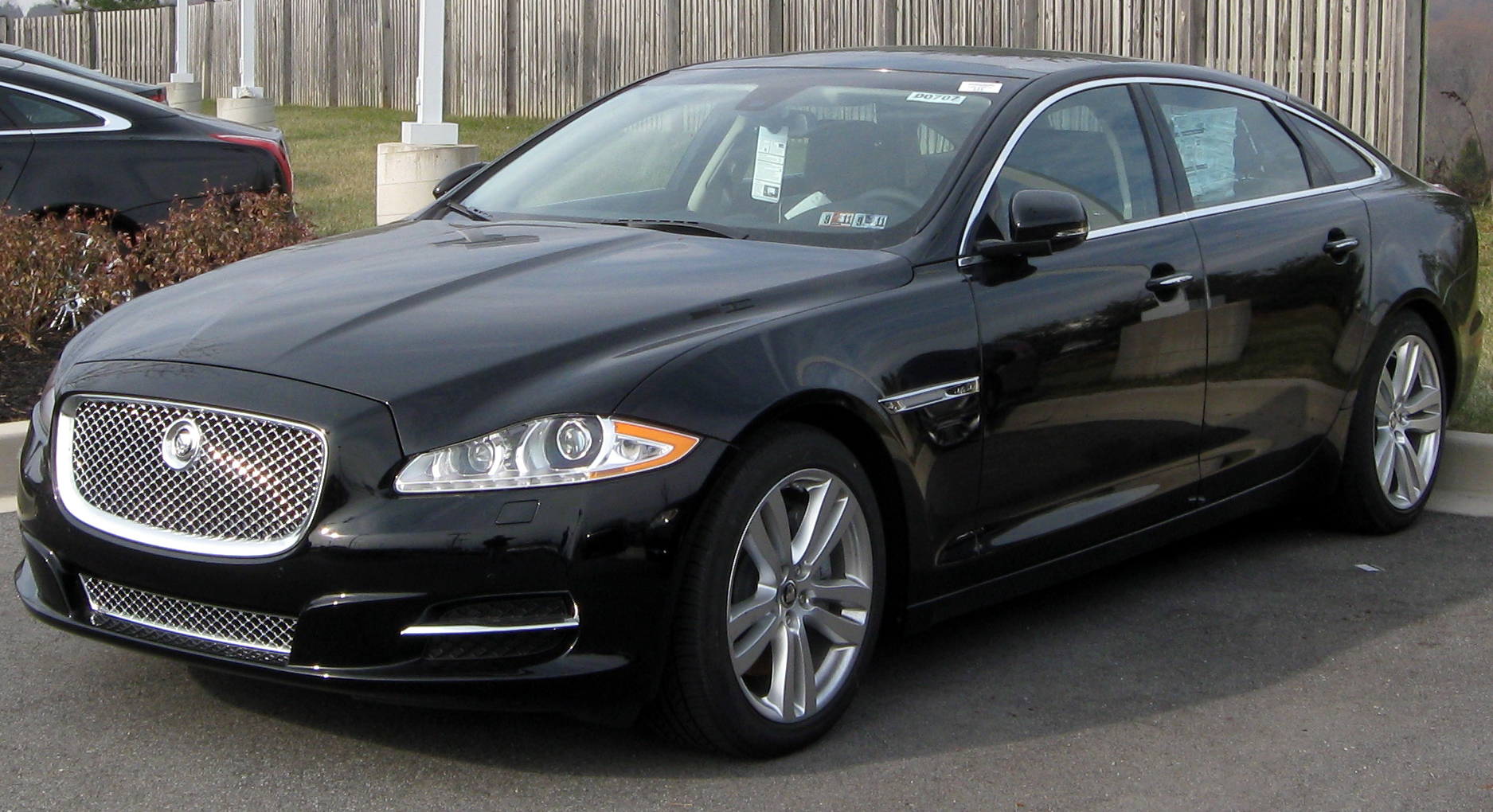
Jaguar XJ (2009)
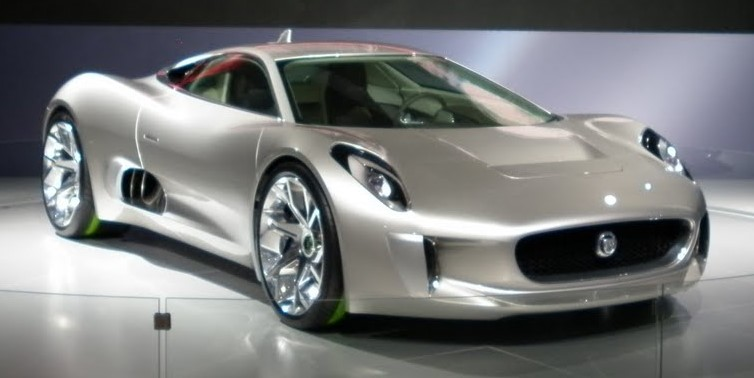
Jaguar C-X75 (2010)
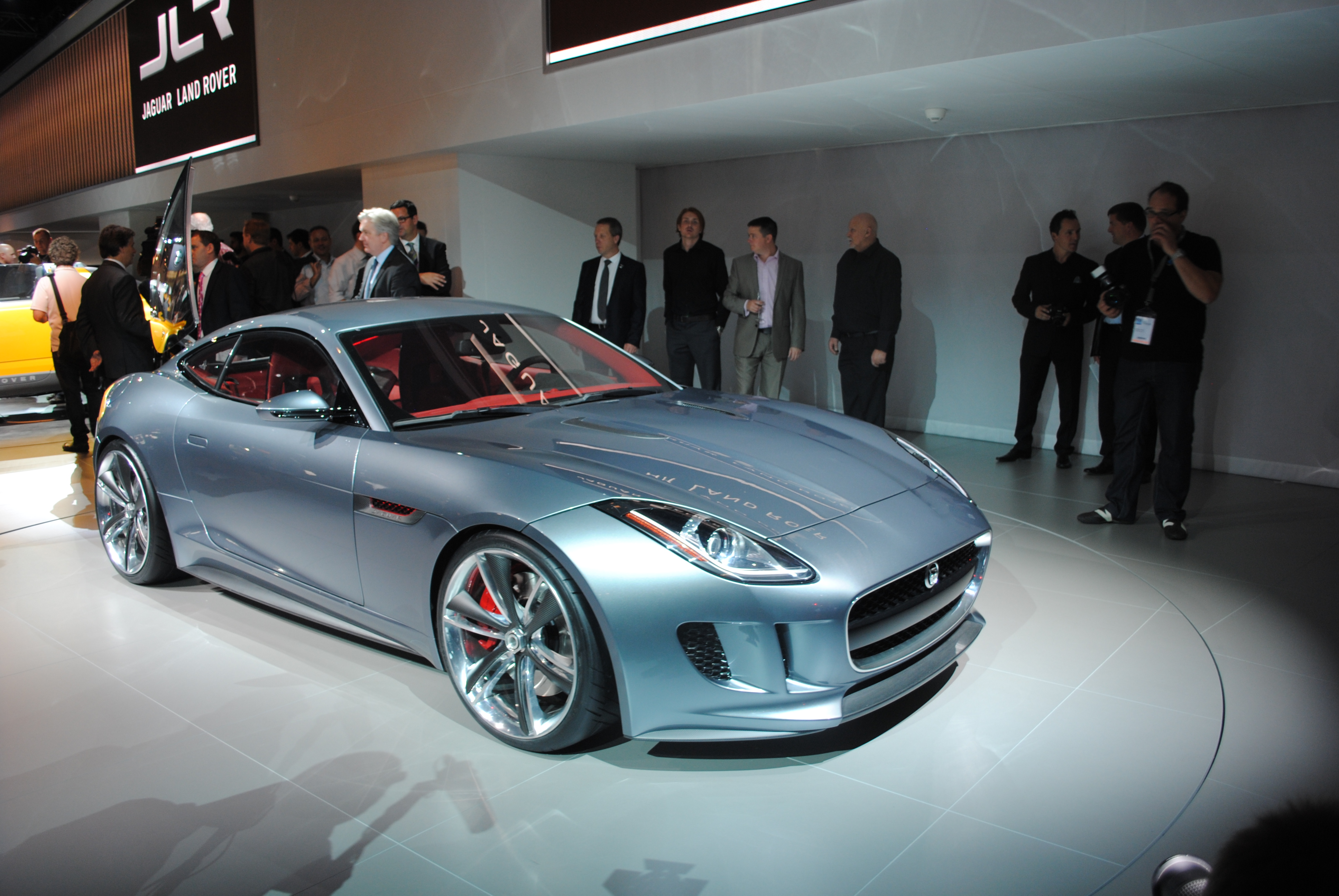
Jaguar C-X16 (2012)
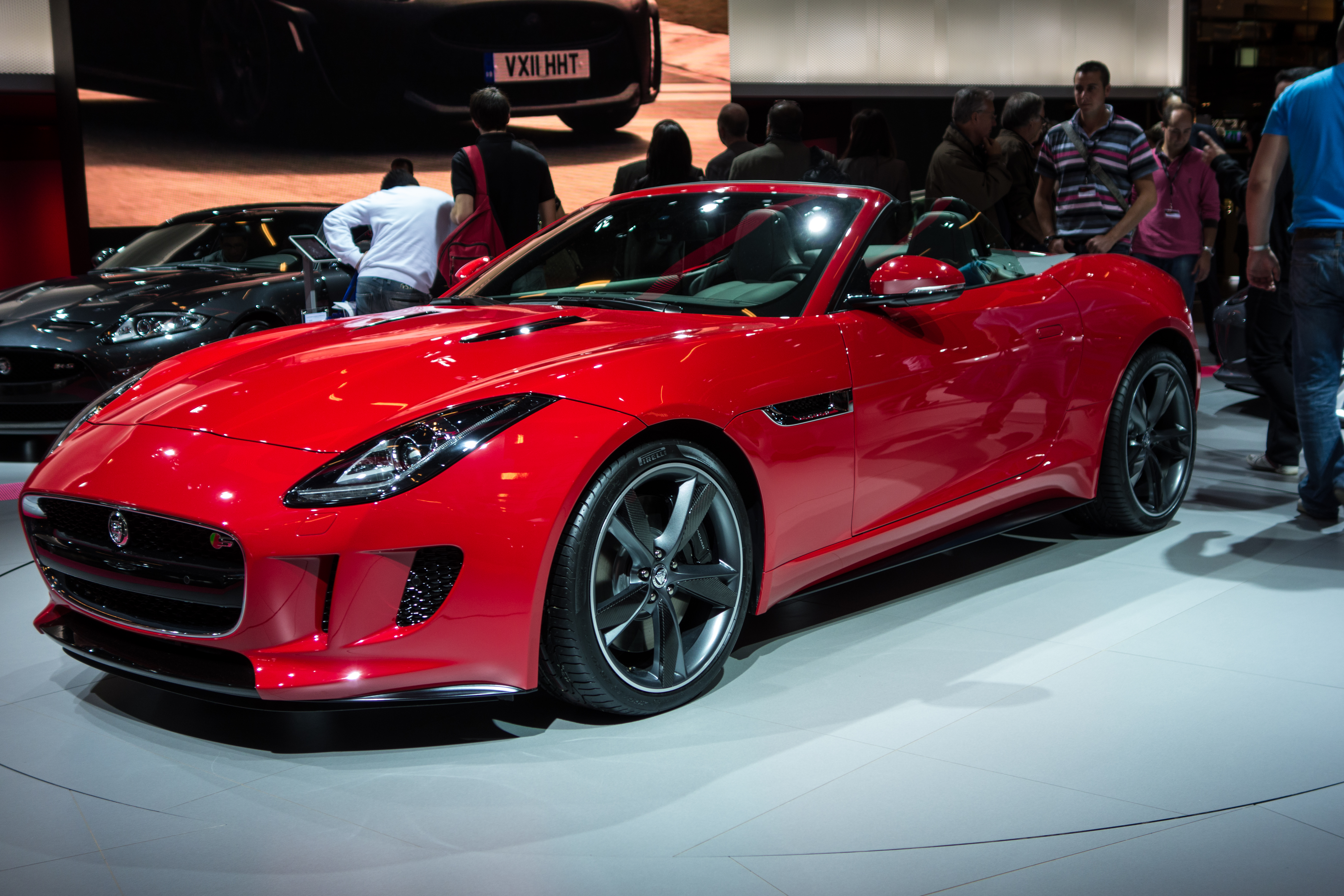
Jaguar F-Type (2013)
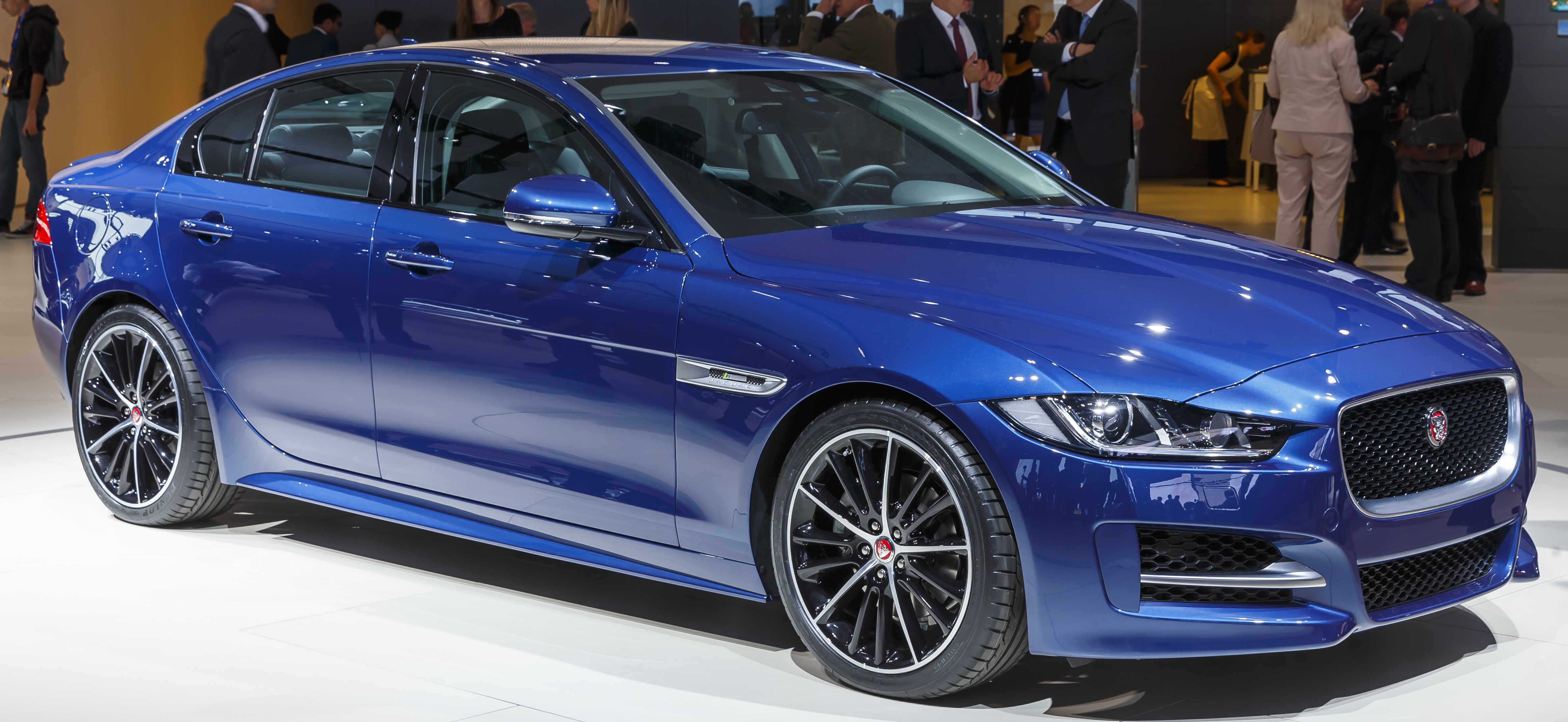
Jaguar XE (2015)

## Sonstiges
- 1968 von einem Jaguar XJ6 inspiriert, entschied sich Callum mit 14 Jahren schon früh für den Beruf des Automobildesigners und schickte eine Designskizze an den damaligen Chefingenieur Bill Heyes.[5]
- Ian Callums jüngerer Bruder, Moray Callum, ist ebenfalls Automobildesigner und aktuell Chefdesigner bei Ford.[6]
- Auf die Frage, auf welchen Jaguar er am stolzesten ist, gibt Callum immer die gleiche Antwort: „Auf den nächsten!“[5]

## Auszeichnungen
- Fellow of Royal Society of Arts (RSA), 2006
- Hon. Fellow Royal Institute of British Architects RIBA, 2006
- Royal Designer for Industry (RDI), 2007
- Jim Clark Memorial Award, Association of Scottish Motoring Writers, 1995 und 2006
- Minerva Medaille der Chartered Society of Designers als Anerkennung für sein Lebenswerk, 2014
- Designer of the Year Award, 2015

- Hon. Doctorate of Humane Letters, University of Art Academy, San Francisco, 2000
- Hon. Doctorate of Design, De Montfort University, 2002
- Hon. Doctorate of Arts, Abertay University, 2006
- Hon. Doctorate of University Birmingham City, 2012
- Hon. Doctorate of Glasgow University, 2012[7]